# 구루 나나크
구루 나나크(펀자브어: ਗੁਰੂ ਨਾਨਕ ਦੇਵ, 힌디어: गुरु नानक, 우르두어: گرونانک Gurū Nānak, 1469년 4월 15일 ~ 1539년 9월 22일)는 인도의 종교가이자 시크교의 창시자이다. 1469년 펀자브 지방 라호르 근교(현 파키스탄)에서 태어났다. 카스트 제도를 반대하였고 이슬람교의 영향을 받아 힌두교의 개혁을 시도한 시크교를 창시하였다. 시크교의 10명의 구루 중 첫 번째 구루이다.
신이 유일 영원한 존재이며 각종 종교에서는 각각 다르게 말하지만 신은 모두 동일한 것으로 계급과 종족의 차별없이 접근할 수 있다고 주장하였다. 또 죄를 지으면 그 후세에 응보를 받는다는 인과응보, 업과 윤회의 사상을 가르쳤다. 또 우상숭배와 고행을 반대하고 묵상으로 신을 섬길 것을 역설하였다. 시크교는 인도의 펀잡 지방에 널리 퍼졌다.

## 같이 보기
- 시크교

## 참고 문헌
- 이 문서에는 다음커뮤니케이션(현 카카오)에서 GFDL 또는 CC-SA 라이선스로 배포한 글로벌 세계대백과사전의 내용을 기초로 작성된 글이 포함되어 있습니다.